# Johann Georg Benda
Pour les articles homonymes, voir Benda.
Johann Georg Benda (en tchèque : Jan Jiři Benda), baptisé le 30 août 1713 à Benátky nad Jizerou en royaume de Bohême et mort en 1752 à Berlin, est un violoniste et compositeur bohémien, employé à la cour de Frédéric II de Prusse et membre de l'École de Berlin.
Il est le frère des compositeurs Franz Benda (František Benda) et Georg Anton Benda (Jiří Antonín Benda).

## Carrière
Après avoir été formé comme violoniste par son père, Johann Georg Benda s'installe à Dresde en 1733.
En 1734, il entre comme violoniste au service du prince héritier de Prusse, qui deviendra le futur Frédéric II, dit Frédéric le Grand, roi de Prusse. 
Alors qu'il n'est encore que prince héritier, Frédéric constitue un orchestre privé à partir de 1732 à sa résidence de Ruppin : Johann Gottlieb Graun est le premier musicien à entrer à son service dès 1732,, suivi par Franz Benda en 1733, Johann Georg Benda en 1734, Carl Heinrich Graun en 1735 puis Christoph Schaffrath et Johann Gottlieb Janitsch en 1736,.
En 1736, Frédéric et ses musiciens déménagent au château de Rheinsberg, vingt kilomètres plus au nord,.
En mai 1740, âgé de 28 ans, le prince monte sur le trône de Prusse sous le nom de Frédéric II et transporte sa cour à Potsdam près de Berlin,. Il s'attache en 1741 les services du flûtiste Johann Joachim Quantz pour compléter son orchestre et donner ainsi naissance à l'École de Berlin.

## Œuvres
Moins connu que ses frères Franz et Georg Anton, Johann Georg Benda a composé quatre concertos pour violon, quatre sonates pour violon, dix caprices pour violon, onze sonates pour flûte et une sonate en trio.